# Basilique de l'Immaculée-Conception de Phu Nhai
Cette  basilique n’est pas la seule basilique de l'Immaculée-Conception.
La basilique de l'Immaculée-Conception est une basilique mineure du nord du Viêt Nam (dans le delta du fleuve Rouge) située dans la commune de Phú Nhai (district de Xuân Trường, dans la province de Nam Dinh). Elle dépend du diocèse de Bùi Chu.

## Historique
C'est en 1866 que le dominicain espagnol Emmanuel Riaño fait construire pour ses convertis catholiques d'origine Hoa, une église de bois recouverte d'un paillis et dédiée à l'Immaculée Conception. Cette même année — six ans après la fin du siège de Tourane — le roi Tu Duc a mis fin à la persécution contre les catholiques qu'il avait édictée vingt-cinq ans auparavant.
Une église de pierre est construite en 1881, puis en 1916, une nouvelle église, inspirée du gothique. Elle est consacrée en 1922, mais un typhon la détruit presque complètement le 24 juin 1929. L'église actuelle est construite en 1930-1933 grâce à des dons et à une loterie levée dans tout le Tonkin. Elle est consacrée le jour de la fête de l'Immaculée Conception, le 8 décembre 1933.
Elle est endommagée pendant la guerre du Vietnam. La dernière campagne de restauration date de 2003-2004. Elle est élevée au rang de basilique mineure en 2008.

## Architecture

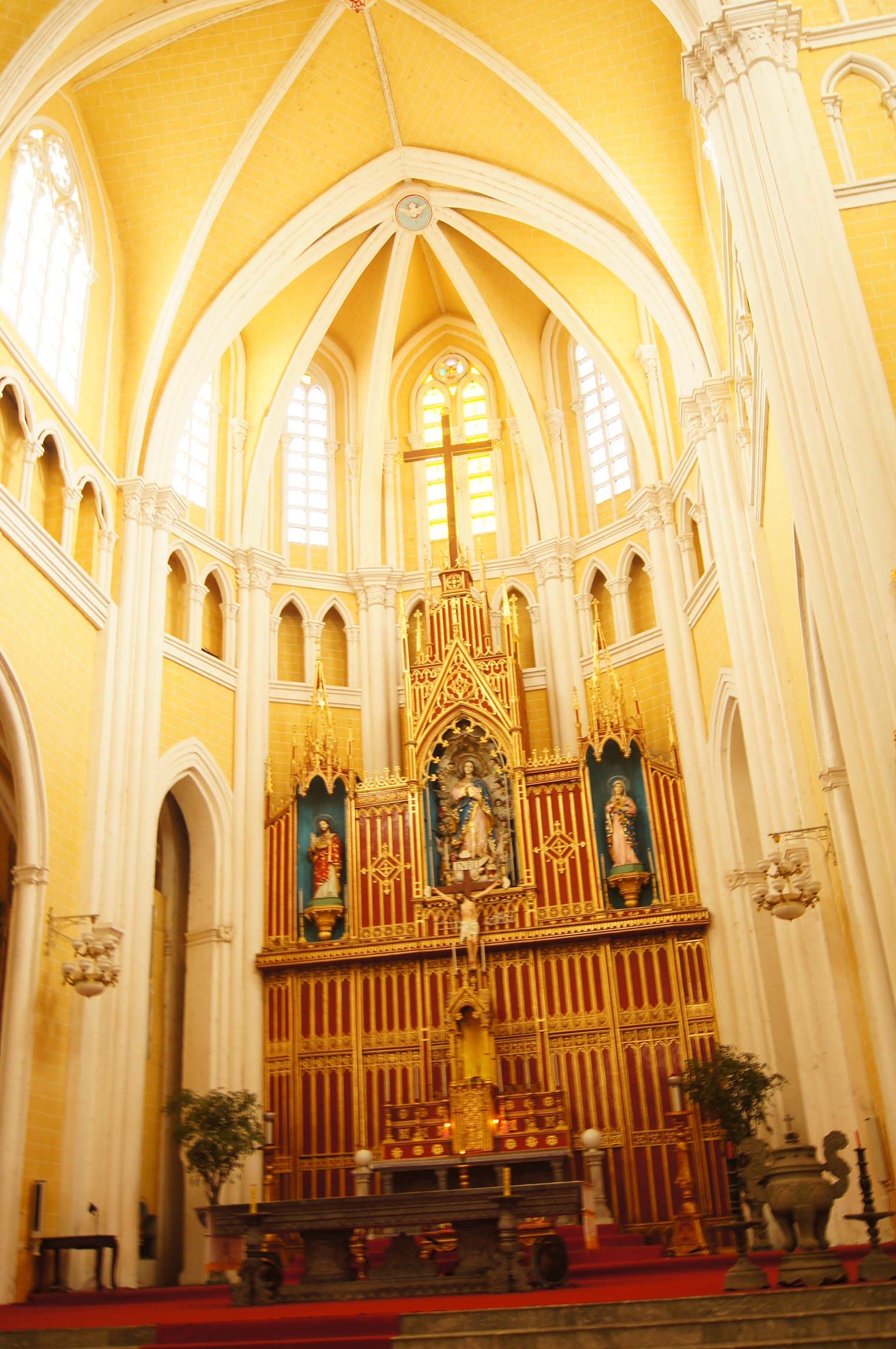
Chœur de la basilique avec retable à l'espagnole.

L'architecture de cette église s'inspire du gothique français avec des éléments espagnols, les dominicains espagnols desservant alors la paroisse. Elle mesure 80 mètres de longueur et 27 mètres de largeur: c'est donc l'une des plus imposantes du Viêt Nam avec sa superficie de 2 160 m2. L'intérieur élève ses ogives gothiques, jusqu'au plafond peint en jaune. On remarque de nombreuses statues contre les piliers de la nef et des bas-côtés, encadrées de bois doré dans le style espagnol.
Ses deux clochers s'élèvent à 44 mètres de hauteur. Les quatre cloches coulées en France pèsent 2 tonnes, 1,6 tonne, 600 kg et 200 kg.
À l'extérieur à gauche de l'église en sortant, s'élève la chapelle Saint-Dominique de 17 mètres de hauteur surplombée par une statue du saint de 2,3 mètres. En face, une chapelle abrite les reliques de 83 martyrs de la paroisse de Phu Nhai. Elle s'élève à 15 mètres de hauteur.

## Illustrations

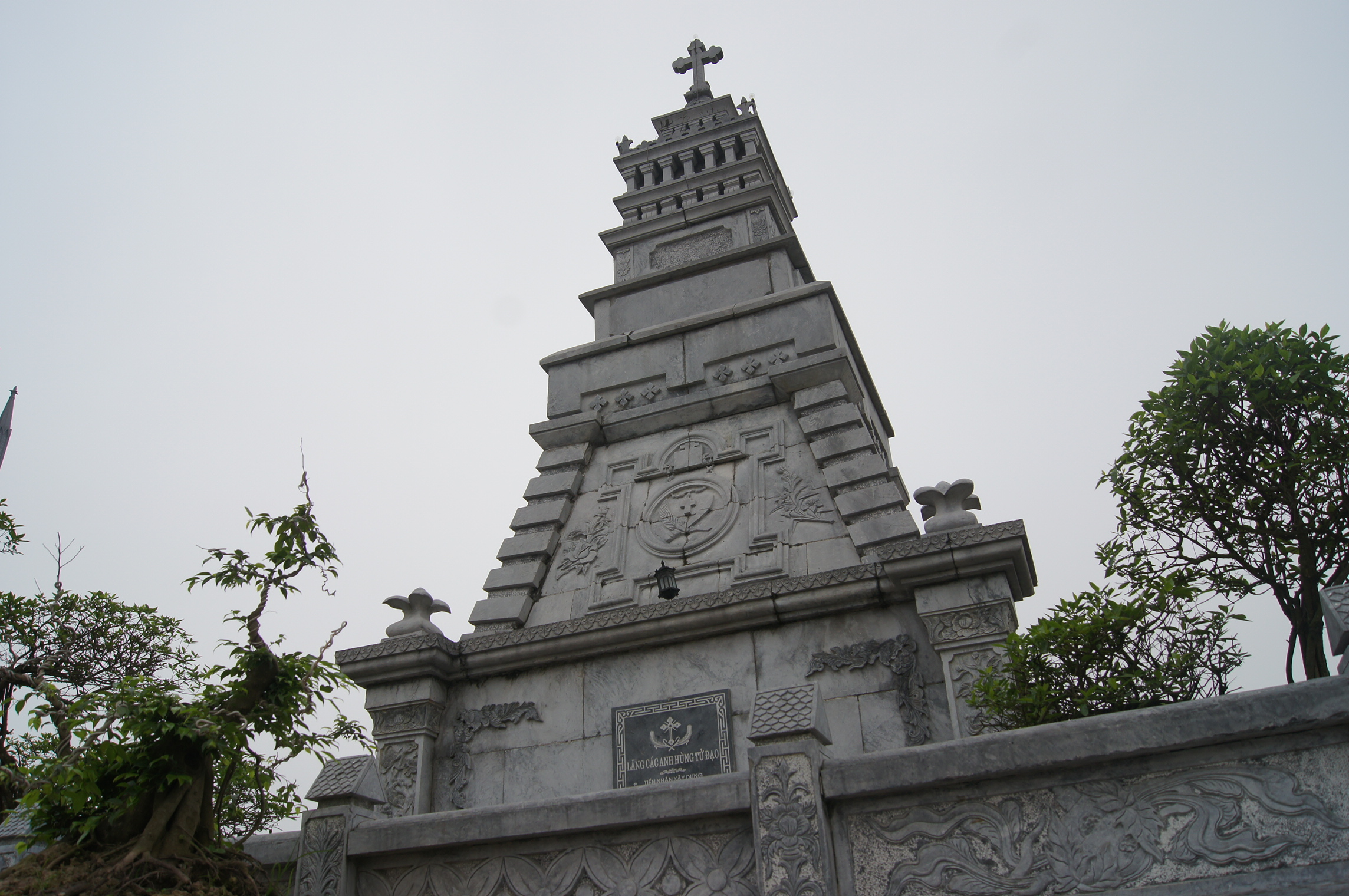
Toiture de la chapelle des Martyrs.
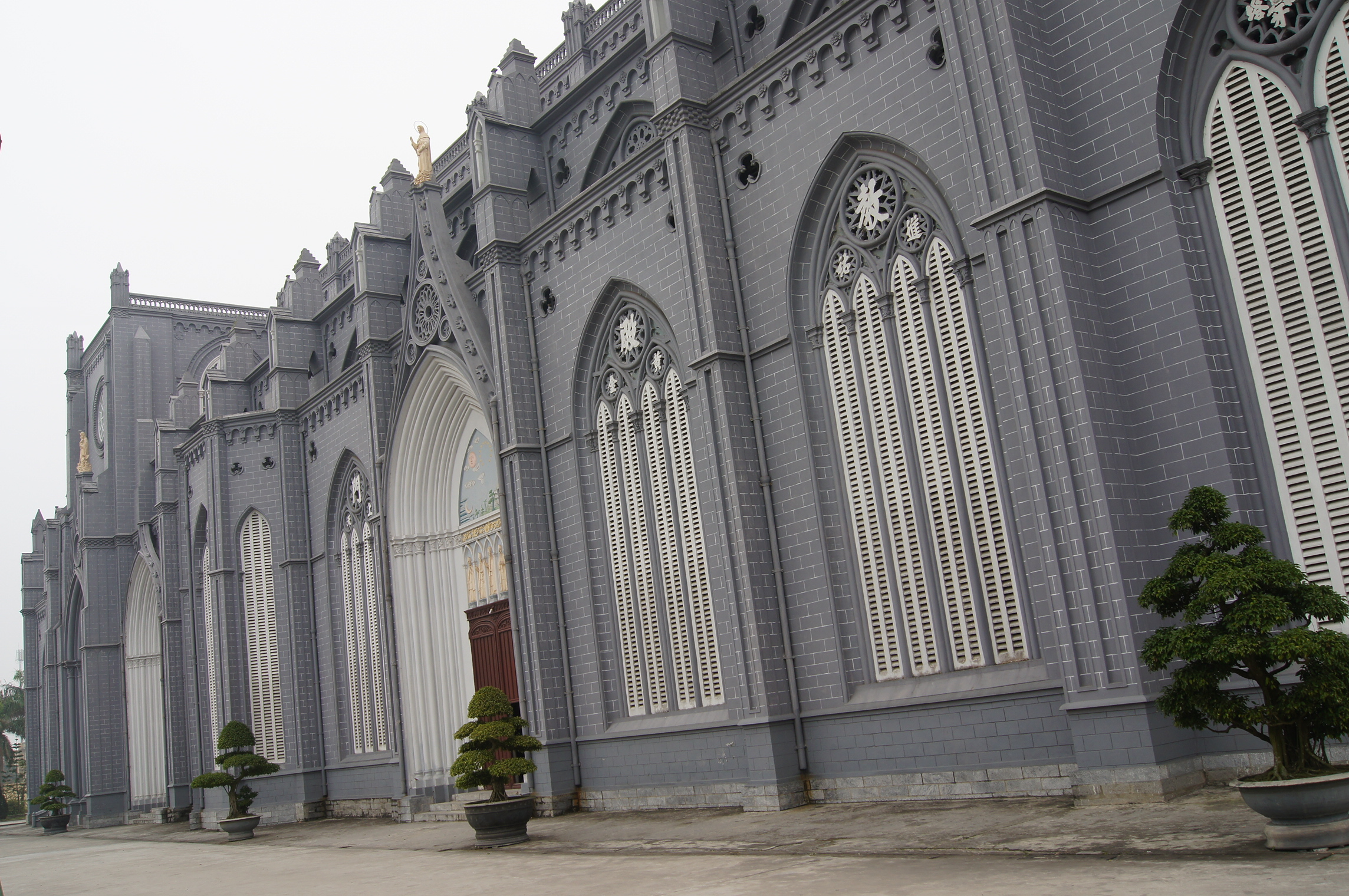
Vue de côté de la basilique.
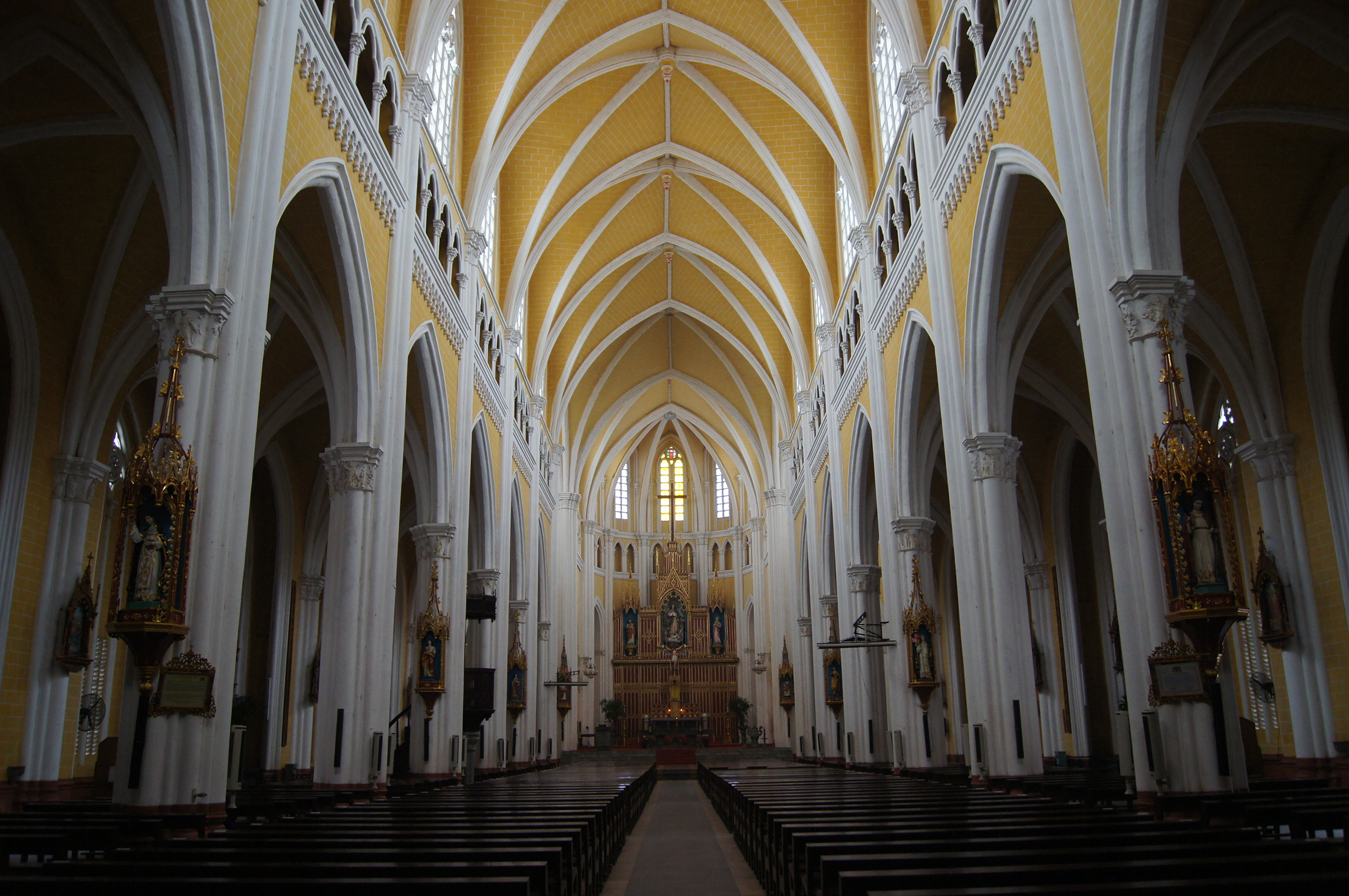
Vue de la nef avec ses statues.
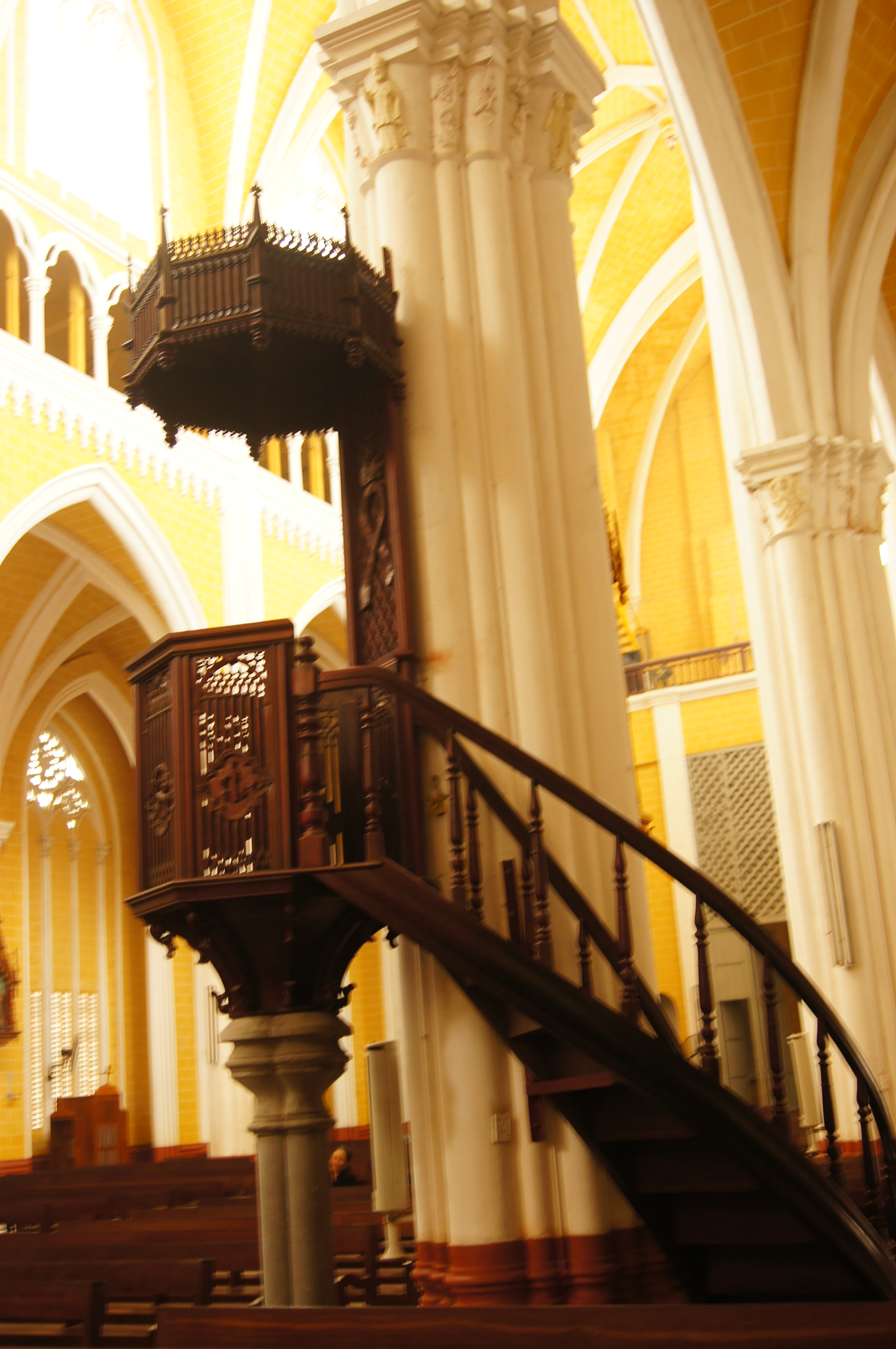
Chaire de la basilique.